# Reprezentacja Wielkiej Brytanii w rugby union mężczyzn
Reprezentacja Wielkiej Brytanii w rugby union mężczyzn – zespół rugby union, biorący udział w imieniu Wielkiej Brytanii w olimpijskich turniejach w tej dyscyplinie sportu.
Zespół ten zebrał się jedynie dwukrotnie z okazji rozgrywanych igrzysk olimpijskich, od 1888 roku bowiem rolę reprezentanta Wysp Brytyjskich podczas zagranicznych tournée pełni drużyna British and Irish Lions.

## Dorobek medalowy
| Igrzyska | Wynik          |
| -------- | -------------- |
| 1900     |                |
| 1908     |                |
| 1920     | nie startowała |
| 1924     | nie startowała |

## Letnie Igrzyska Olimpijskie 1900
Rolę reprezentanta Wielkiej Brytanii w 1900 roku pełniła drużyna Moseley Wanderers RFC. W rozegranym 28 października 1900 roku na Vélodrome de Vincennes spotkaniu Brytyjczycy ulegli Francuzom 8–27. Oznaczało to zdobycie przez Brytyjczyków srebrnego medalu ex aequo z Niemcami, jako że zaplanowany na 11 listopada mecz z reprezentującym Cesarstwo Niemieckie klubem SC 1880 Frankfurt nie doszedł do skutku.

## Letnie Igrzyska Olimpijskie 1908
W 1908 roku cztery związki rugby z Wysp Brytyjskich nie potrafiły się porozumieć w sprawie składu tego zespołu, tak więc angielski Związek Rugby jednostronnie wytypował reprezentację Kornwalii – ówczesnego mistrza angielskich hrabstw – na przedstawiciela Wielkiej Brytanii. W rozegranym 26 października 1908 roku na White City Stadium spotkaniu Brytyjczycy ulegli Australijczykom reprezentującym barwy Australazji 3–32. Jako że był to jedyny mecz rozegrany podczas tych zawodów, oznaczało to zdobycie przez Brytyjczyków srebrnego medalu.